# Trichohippopsis unicolor
Trichohippopsis unicolor är en skalbaggsart som beskrevs av Maria Helena M. Galileo och Martins 2007. Trichohippopsis unicolor ingår i släktet Trichohippopsis och familjen långhorningar. Inga underarter finns listade i Catalogue of Life.